# Колядичи (станция)
Колядичи (бел. Калядзічы) — железнодорожная станция в Минской области.

## Промышленная зона «Колядичи»
В 2010–2015 годах в промышленной зоне "Колядичи" запланировано (указ № 288 от 7 июня) строительство комплекса зданий и сооружений следственного изолятора и республиканской общесоматической больницы.